# Kleinkraftwerk Ottenbach
Das historische Kleinkraftwerk Ottenbach ist ein 1920 elektrifiziertes Kleinwasserkraftwerk der ehemaligen Seidenweberei A. F. Haas & Co. in Ottenbach. Es wird im Originalzustand von 1920 als historischer Zeuge der Industriearchäologie in betriebsfähigem Zustand erhalten. Das Ensemble von Fabrikanlage, Kraftwerk und Wasserbauten steht als Kulturgut unter kantonalem Schutz.

## Geschichte
Ab 1645 benutzten die Müller von Ottenbach und Rickenbach zusätzlich das Wasser der Reuss zum Mahlen des Getreides, weil die Dorfbäche während den Sommermonaten zu wenig Wasser lieferten. 1833 wurde das Wasserrecht zur Betreibung einer Getreidemühle vom Kanton Zürich bewilligt. 1836 baute der Müller Jakob Beerli einen Kanal mit einem Streichwehr um das Wasser der Reuss regulierter zum Mühlerad führen zu können.
Seit dem Ende des 18. Jahrhunderts hatte sich die Textilindustrie als Heimindustrie in Ottenbach ausgebreitet. 1784 beschäftigte die Baumwollspinnerei 49 % der Bevölkerung (430 Personen, davon 287 ganzjährig). Anfangs 19. Jahrhundert gab es rund 350 Webstühle und die Mechanische Seidenstoffweberei Zürich beschäftigte in Ottenbach über 200 Mitarbeiter aus dem Dorf und der Umgebung.
Die Mechanische Seidenstoffweberei Zürich (Besitzer Bodmer & Hürlimann) kaufte 1869 die ehemalige Mühle von Heinrich Schmid, der sie seinem Vetter Jakob Beerli abgekauft und in eine Textilfabrik umgebaut hatte. Am 9. November 1871 erhielten die Herren Bodmer & Hürlimann die Wasserrechtskonzession Nr. 19 vom Kanton Zürich, unterschrieben vom Staatsschreiber Gottfried Keller. Sie basierte mit kleineren Änderungen auf der alten Wasserrechtskonzession von 1833. Die Wasserkraft wurde zum direkten mechanischen Antrieb der Webstühle über die heute noch vorhandene Königswelle und die Transmissionsanlage eingesetzt. Das Mühlerad wurde 1881 durch eine Jonval-Turbine (Bell Maschinenfabrik Nr. 84, 27 PS) ersetzt. Die Jonvalturbine wurde vom leitenden Ingenieur bei Bell, Georg Meissner, ausgelegt. 1909 wurde nach den Plänen des Ingenieurbüro Hickel in Luzern die alte Turbinenanlage mit einem neuen Turbinenhaus umgebaut und die Sohle des Ablaufkanals tiefer gelegt, damit eine neue Francis-Turbine (Maschinenfabrik Uzwil) in das frühere Leerlaufgerinne eingesetzt werden konnte. Bei Niedrigwasser im Winter wurde anstelle der Turbinenanlage ein mit Kohle beheiztes Lokomobil an die Transmissionen angekoppelt. Für die benötigte Kohle mussten zwei Pferdefuhrwerke zwischen Ottenbach und dem Bahnhof Affoltern am Albis hin- und herfahren.
1920 wurden die heutigen Anlageteile erstellt und die Webstühle mit einer neuen, leistungsfähigeren Francis-Turbine und einem Generator elektrisch betrieben. Während der Weltwirtschaftskrise ging das Unternehmen an die Seiden- und Dekorationsstoffweberei A.F. Haas & Co. über, die bis 1970 produzierte und seither ein Textilhandelsgeschäft, heute Haas Shopping, führt.
1977 kaufte der Kanton Zürich als Reussuferschutzmassnahme das angrenzende Naturschutzgebiet Bibelaas samt Kleinkraftwerk, Kanal und Streichwehr. 2011/12 mussten Oberwasserkanal und Streichwehr wegen den Beschädigungen durch die Hochwasser von 2005 und 2007 instand gesetzt werden.

## Fabrikkanal und Streichwehr
Mit dem 200 Meter langen Streichwehr wird das Reusswasser durch vier Einlauffallen (Schütze) zum Oberwasserkanal geleitet. Mit den Einlauffallen kann die Wassermenge, die in den Oberwasserkanal fliesst, reguliert werden. Die Kiesschwemmfalle dient dem Wegspülen von Kies und Sand aus dem Streichwehrkanal. Dazu wird diese jährlich einmal während einiger Tage geöffnet.
Das Kleinkraftwerk ist ein Laufwasserkraftwerk, bei dem die Wasserhöhe des Oberwasser- und Unterwasserkanals gleich hoch und das Wasser nur kurzzeitig durch Schliessen der Überlauf- oder Leerlauffalle gespeichert werden kann. Bei geschlossener Falle wird das Wasser zurückgestaut, bis es die Holztafel überströmt.
Im Betriebszustand wird die Leerlauffalle geschlossen und die Turbineneinlauffalle (Plattenschütze) angehoben. Durch das Heben der Turbineneinlauffalle kann das Wasser aus dem Oberwasserkanal durch den Treibgutrechen in das Einlaufbauwerk fliessen. Mit einem Schneckengetriebe wird eine an der Falle befestigte Zahnstange bewegt, um die aus mehreren Brettern bestehenden Holztafeln (Schütz, Falle) in ihren seitlichen Führungsschienen zu heben oder zu senken.
Kanal, Streichwehr, Schwemm- und Einlauffallen sind seit 1900 praktisch unverändert. Das turbinierte Wasser fliesst via Unterwasserkanal wieder in die Reuss.

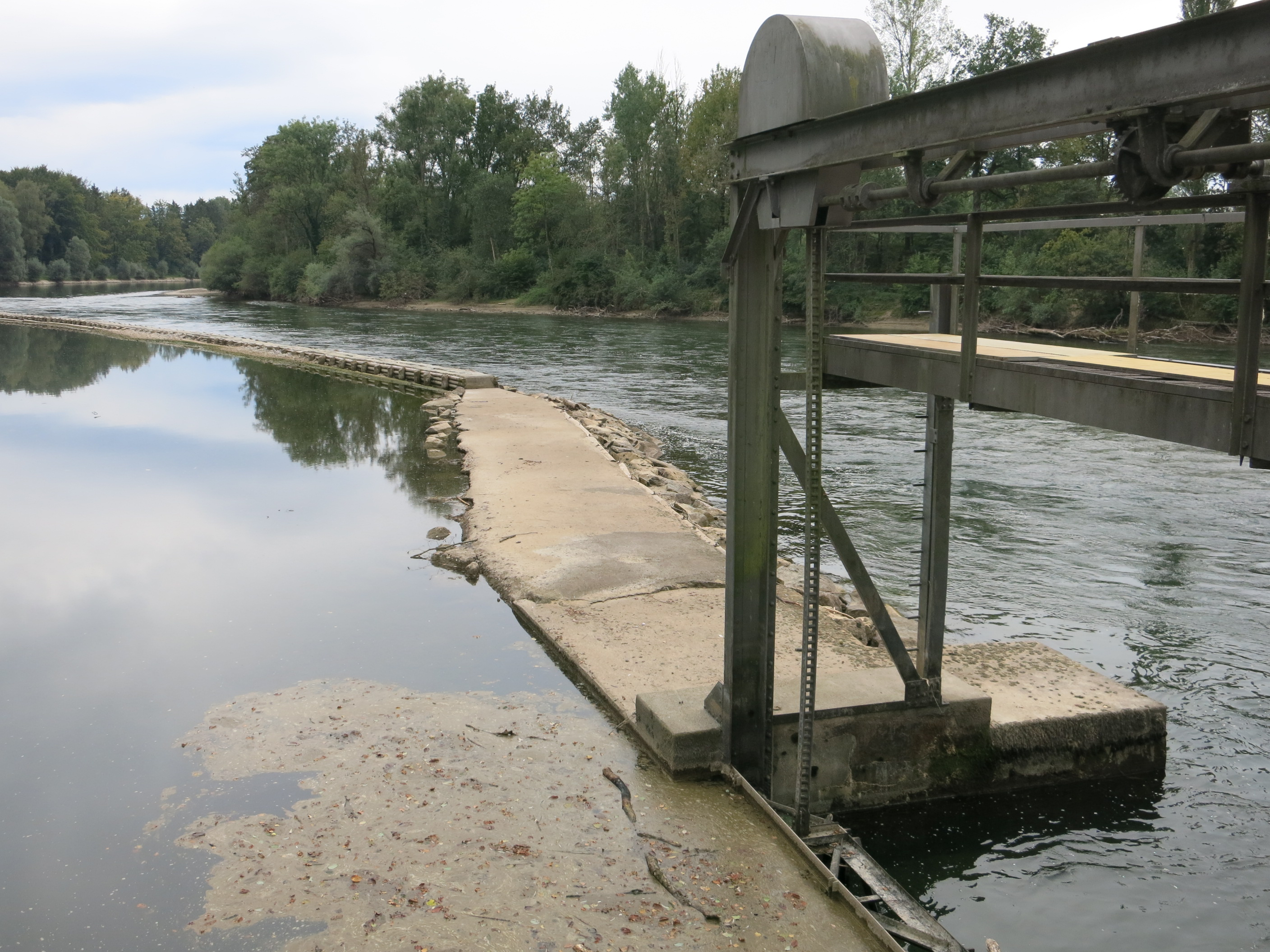
Streichwehr und Kiesschwemmfalle
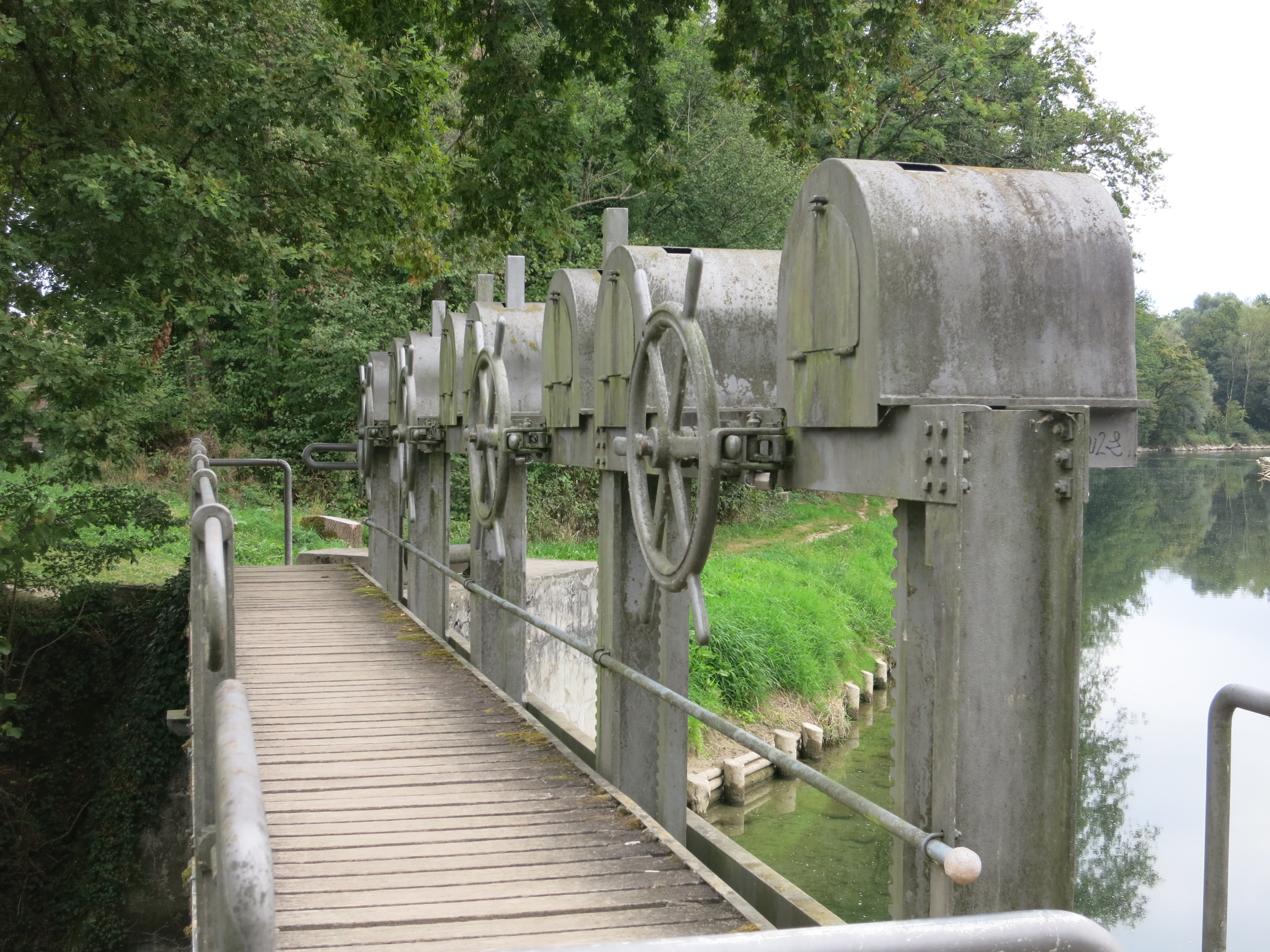
Kanaleinlauffallen
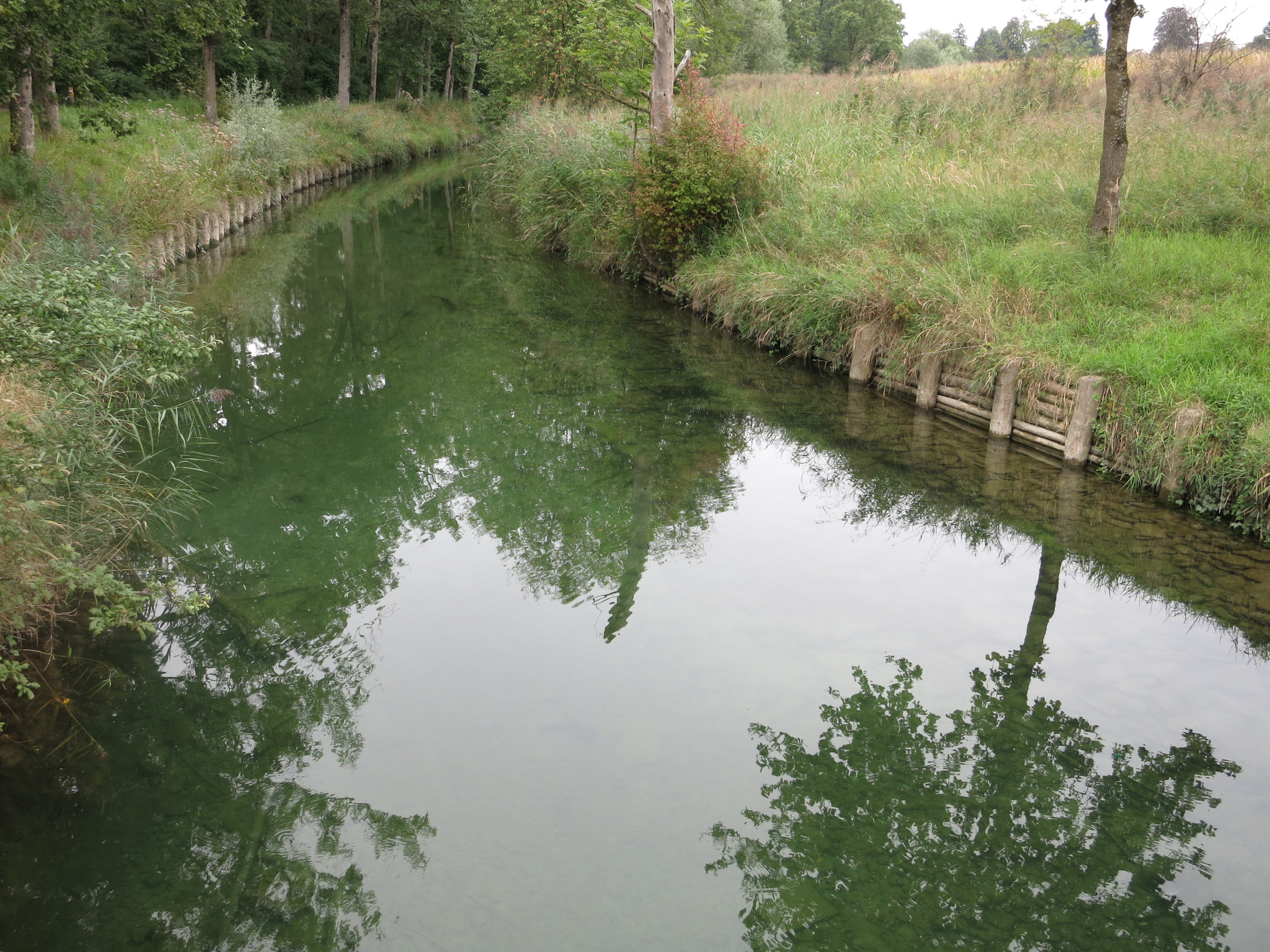
Oberwasserkanal
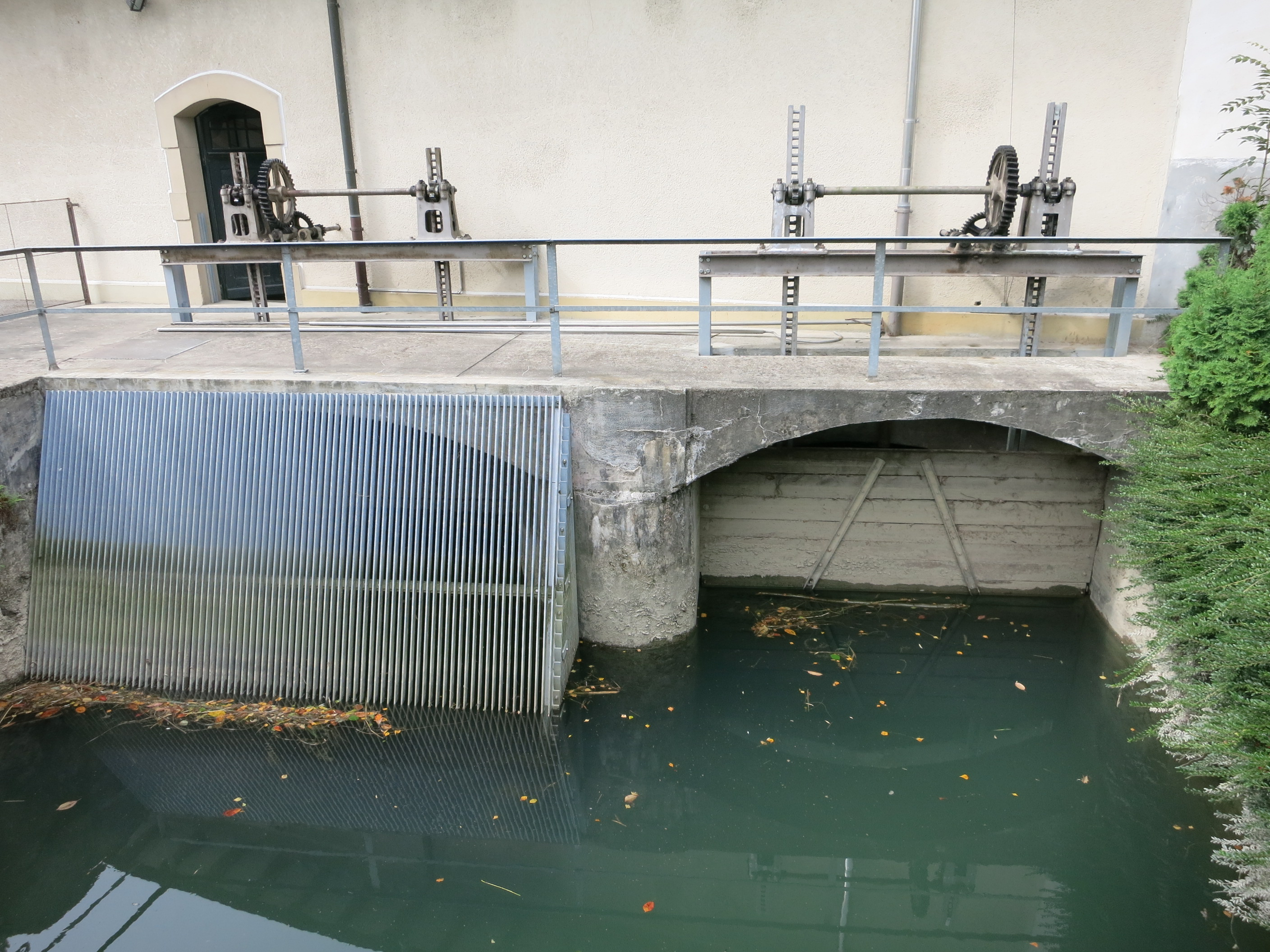
Einlaufbauwerk beim Turbinenhaus (Leerlauffalle rechts)

## Turbinenhaus
Die Maschinen und Antriebe im Turbinenhaus stammen von 1920, als die Webstühle auf elektrischen Betrieb umgerüstet wurden. Im Untergeschoss befinden sich Turbine, Leitapparat und Wasserkammer. Im Maschinenraum wird das grosse Kegelzahnrad, das auf der Turbinenachse sitzt und mit originalen Holzzähnen von 1920 bestückt ist, durch die Rotationskraft der Turbine in Bewegung gesetzt. Mit dem kleinen Kegelzahnrad und den Transmissionen wird die Rotationskraft auf die Königswelle übertragen, die den Generator mit 1000 Umdrehungen pro Minute antreibt. Der Regulator misst die Drehzahl und regelt danach den Wasserzufluss zur Turbine, um die Leistung dem Wasserangebot anzupassen. Im Inselbetrieb hält er die Netzfrequenz von 50 Hz.

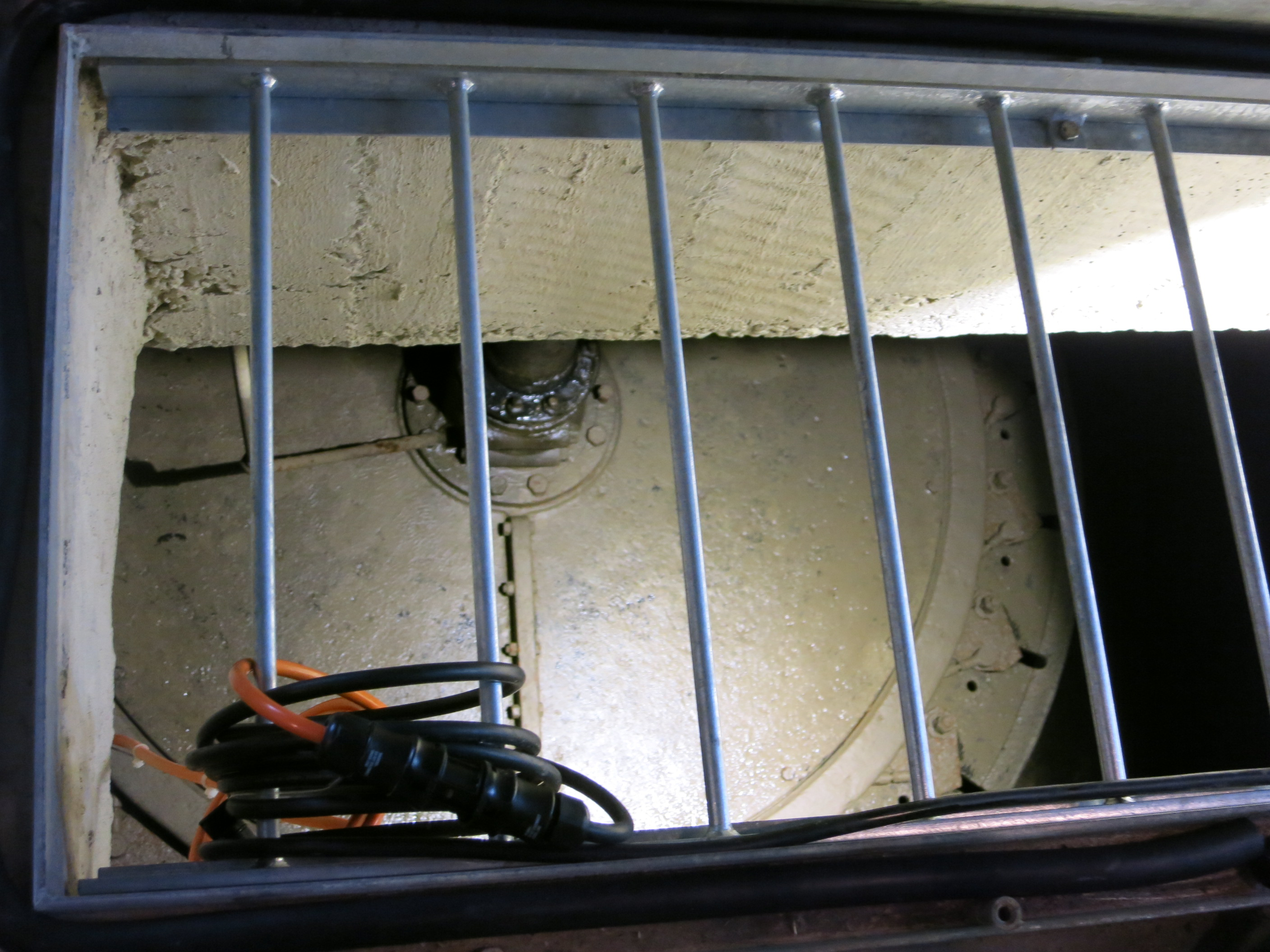
Wasserkammer, Turbinenabdeckung
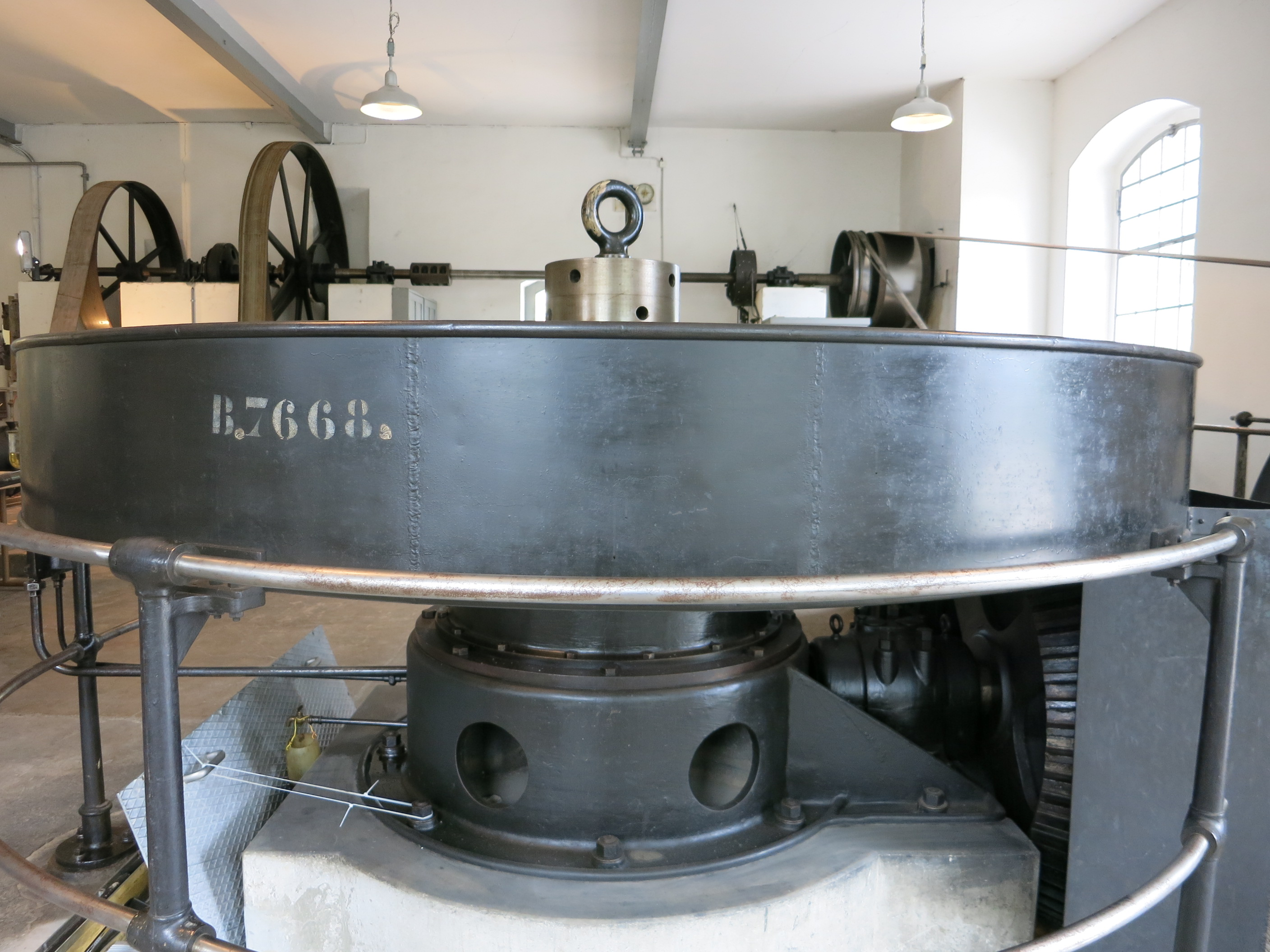
Kegelzahnräder, Transmission (Königswelle hinten)
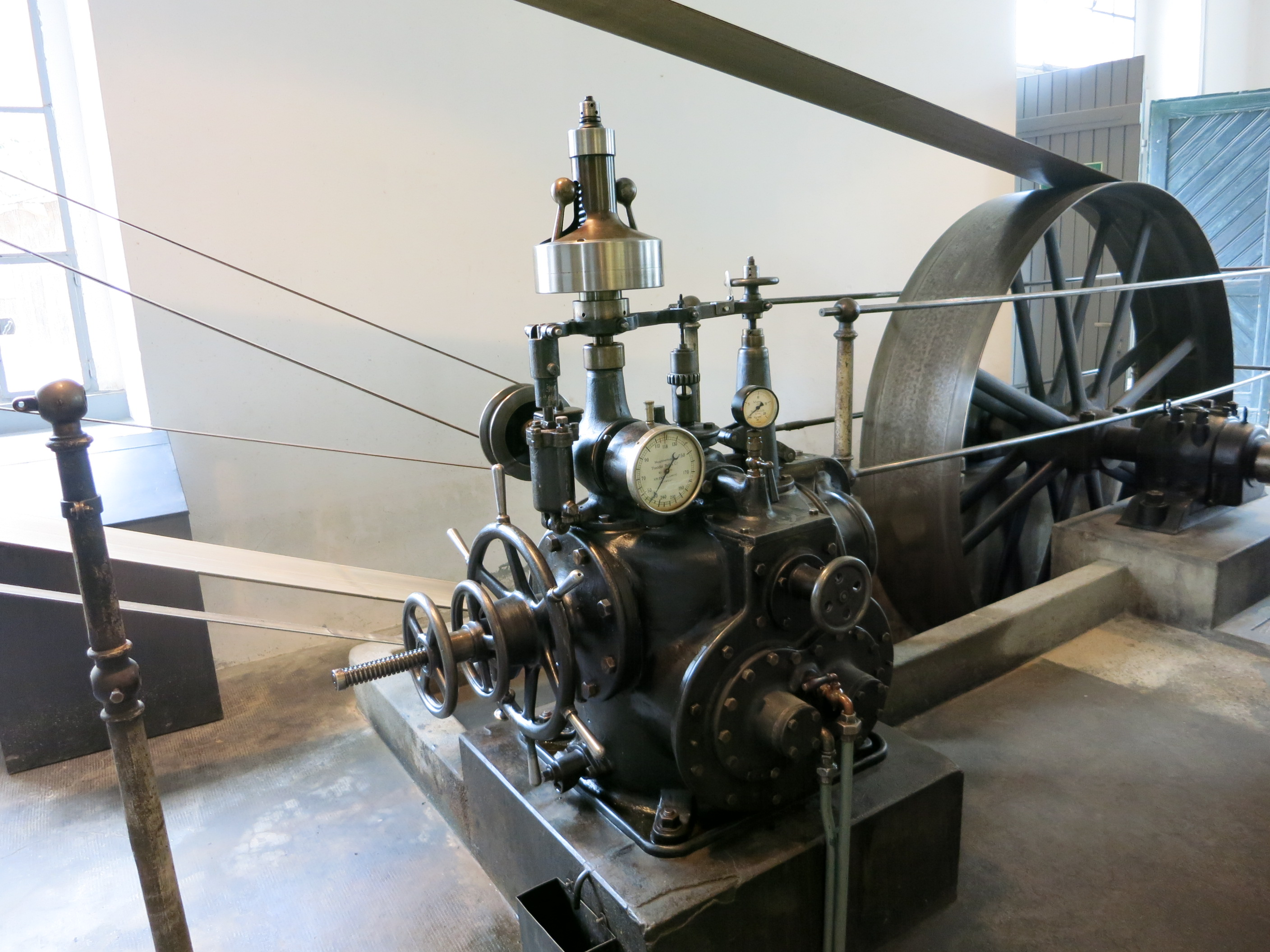
Öldruckregulator mit Fliehkraftregler
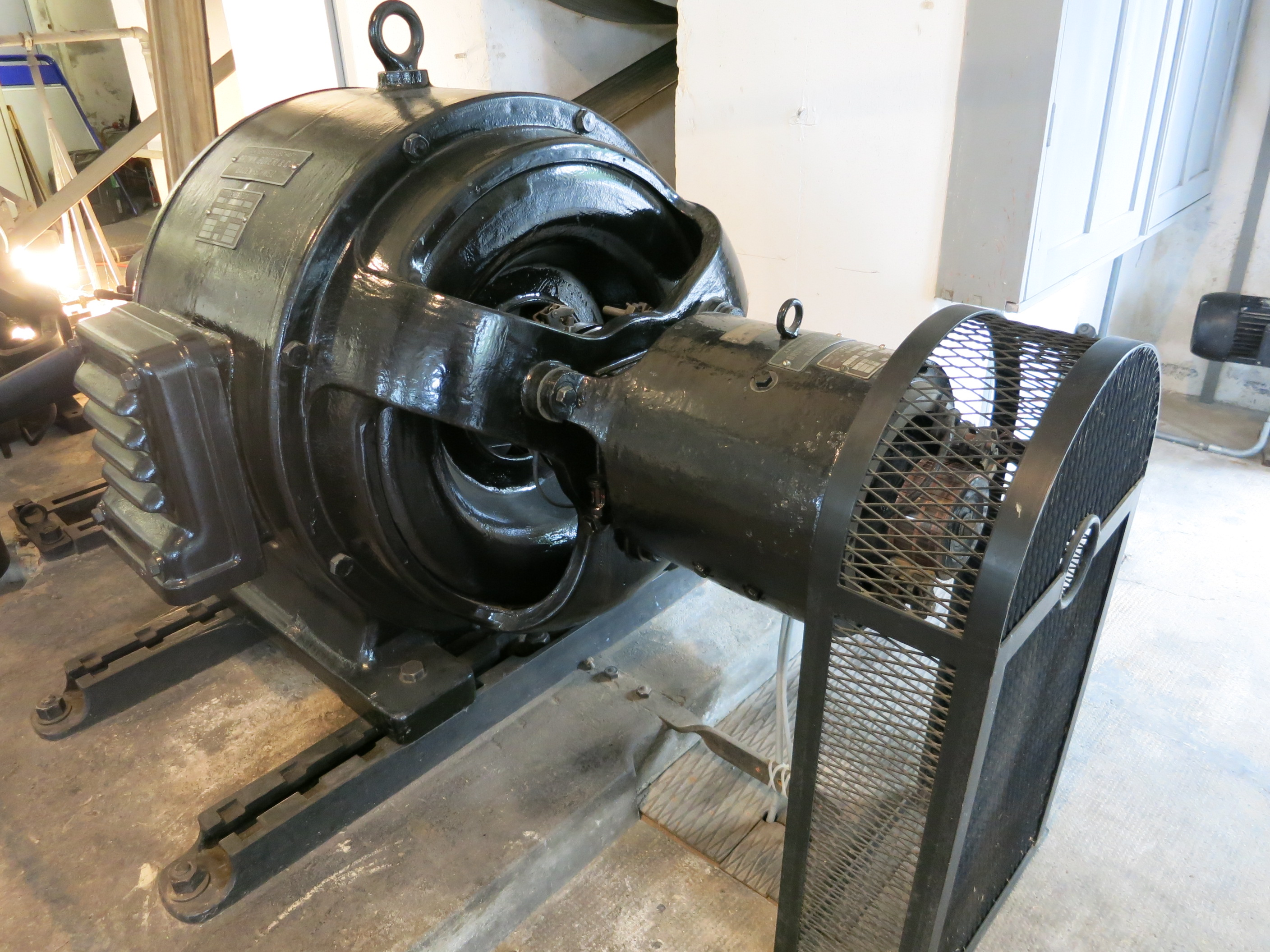
Generator

### Turbine und Leitapparat
Die Wasserzufuhr kann mit dem um die Turbine angelegten Leitapparat, der aus verstellbaren Schaufeln besteht, reguliert werden. Das Triebwasser strömt durch den Leitapparat auf die Schaufeln der ca. 62 kW (84 PS) starken Francis-Turbine der Maschinenfabrik Bell und setzt diese in Rotation.

### Kraftübertragung
Mit der Elektrifizierung wurden die Webstühle ab 1920 nicht mehr mechanisch über die Königswelle, sondern mit dem vom Generator produzierten Strom elektrisch angetrieben. Überschüssiger Strom wurde ab 1939 ins öffentliche Netz eingespeist, wobei die Generatorfrequenz vom Netz bestimmt wurde. Die aufwendige Transmissionsanlage mit grossen Rädern und Lederriemen erinnert an die Zeit vor 1920. Umgekehrt konnte bei Stillstand der Turbine Strom aus dem Netz bezogen werden.
Der 1920 von Brown, Boveri & Cie. gebaute dreiphasige Drehstrom-Synchrongenerator mit angebauter Erregermaschine leistet 62 kW. Bei einer Frequenz von 50 Hz hat er eine Drehzahl von 1000 Umdrehungen pro Minute.

### Regulator

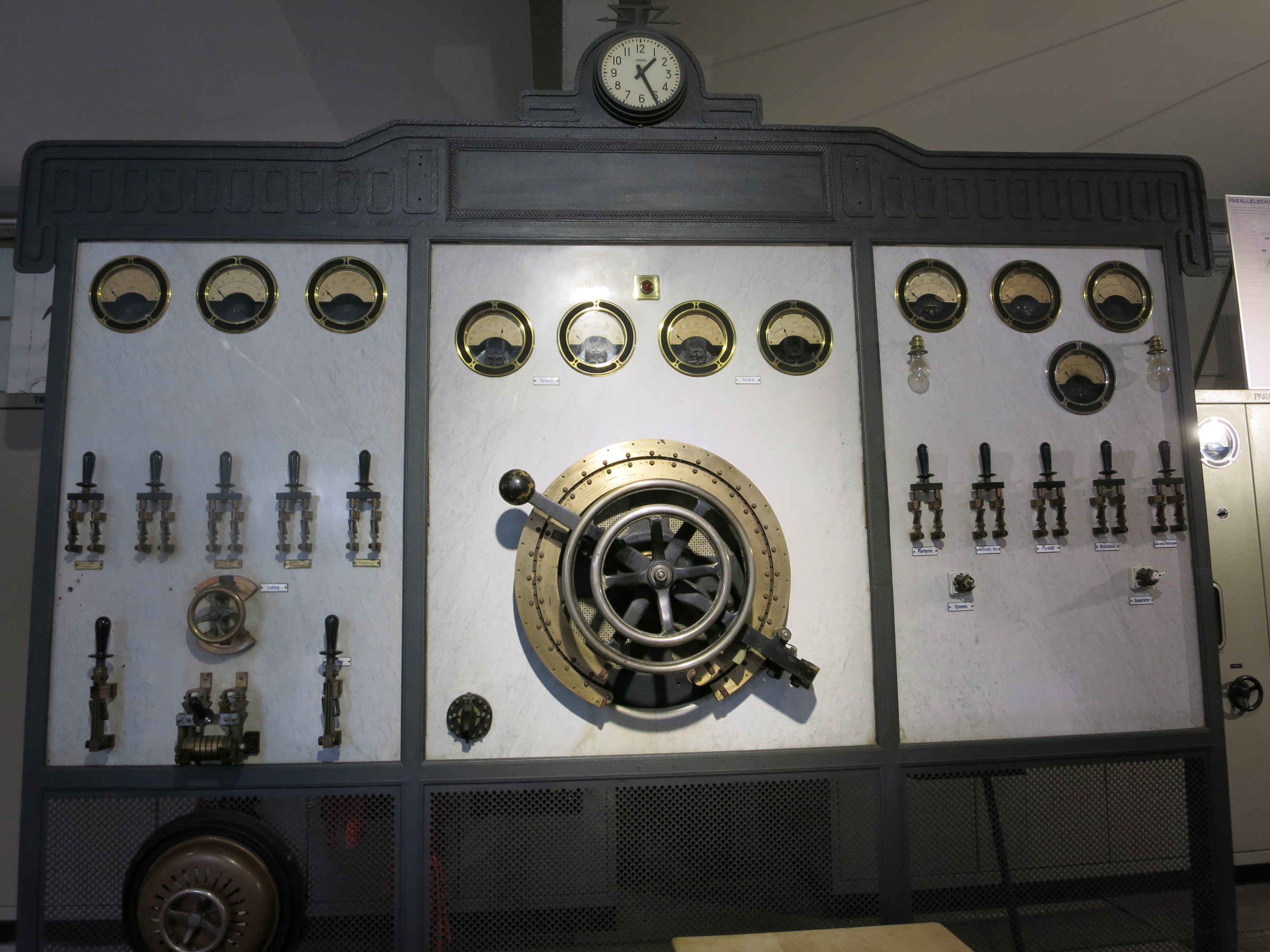
Schaltwand

Der unterirdische Leitapparat wird im Maschinenraum mit dem Regulator der Maschinenfabrik Bell gesteuert, mit dem er durch ein Gestänge verbunden ist. Ist die Turbine mit dem Handrad erst einmal hochgefahren, sorgt der Öldruck mit dem Fliehkraftregler dafür, dass die gewünschte Tourenzahl konstant eingehalten wird.

### Schaltwand
Die Schaltwand im Art-déco-Stil mit den elektromechanischen Messgeräten der Firma Trüb, Fierz & Co. diente zur Steuerung der Beleuchtung in den Websälen. Der dazu erforderliche Gleichstrom wurde mit einem heute nicht mehr vorhandenen Dynamo erzeugt und in einer Akkumulatorbatterie, die aus 150 mit je 100 Litern Schwefelsäure gefüllten Gläsern bestand, gespeichert.

## Verein Historisches Kleinkraftwerk Ottenbach (VHKO)
Der 2013 gegründete Verein ist im Auftrag der Denkmalpflege des Kantons Zürich für die regelmässige Inbetriebnahme, die laufenden Wartungsarbeiten und den Hochwasserschutz verantwortlich. Er führt Besichtigungen und Vorführungen (Inbetriebsetzung der Anlage) für die Öffentlichkeit durch und erforscht und dokumentiert die technisch und wirtschaftlich-soziale Geschichte des Kleinkraftwerks.
Gruppenführungen finden auf Anfrage statt, Tage der offenen Türe werden auf der Website publiziert.